# Đan Giang Khẩu
Đan Giang Khẩu (tiếng Trung: 丹江口; bính âm: Dānjiāngkǒu) là một thành phố cấp huyện thuộc địa cấp thị Thập Yển, tỉnh Hồ Bắc, Trung Quốc

### Nhai đạo
- Quân Châu Lộ (均州路街道)
- Đại Bá (大坝街道)
- Đan Triệu Lộ (丹赵路街道)
- Tam Quan Điện (三官殿街道)
- Võ Đang Sơn (武当山街道)

### Trấn
- Lục Lý Bình (六里坪镇)
- Quân Huyện (均县镇)
- Quan Sơn (官山镇)
- Đinh Gia Dinh (丁家营镇)
- Lãng Hà (浪河镇)
- Diêm Trì Hà (盐池河镇)
- Thổ Quan Bôi (土关垭镇)
- Tập Gia Điếm (习家店镇)
- Hao Bình (蒿坪镇)
- Thạch Cổ (石鼓镇)
- Lương Thủy Hà (凉水河镇)

### Hương
- Thổ Đài 土台乡